# Волоочко фолклендське
Волоочко фолклендське (Troglodytes cobbi) — вид горобцеподібних птахів родини воловоочкових (Troglodytidae). Ендемік Фолклендських островів.

## Назва
Вид названо на честь письменника з Фолклендських островів Артура Кобба.

## Поширення
Мешкає на Фолклендських островах. Гніздиться на дрібних острівцях, вільних від пацюків. Загальна чисельність виду становить від 4500 до 8000 гніздових пар. Вид вважається вразливим видом, оскільки його популяції невеликі та фрагментовані, які можуть зникнути, якщо його острови будуть колонізовані щурами чи котами. Їхня звичка харчуватися та розмножуватися на рівні землі робить їх дуже вразливими до хижаків.

## Опис
Оперення коричневе, із сірими головою та грудьми та рудуватим хвостом. Має темні смуги на махових і хвостових перах. Дзьоб довгий, чорнуватий і злегка зігнутий.

## Спосіб життя
Зазвичай вони населяють густі луки з Poa flabellata вздовж узбережжя. Їх часто можна зустріти на пляжах у пошуках дрібних безхребетних серед водоростей і сміття, таких як комахи та бокоплави.